# 國立臺北教育大學附設實驗國民小學

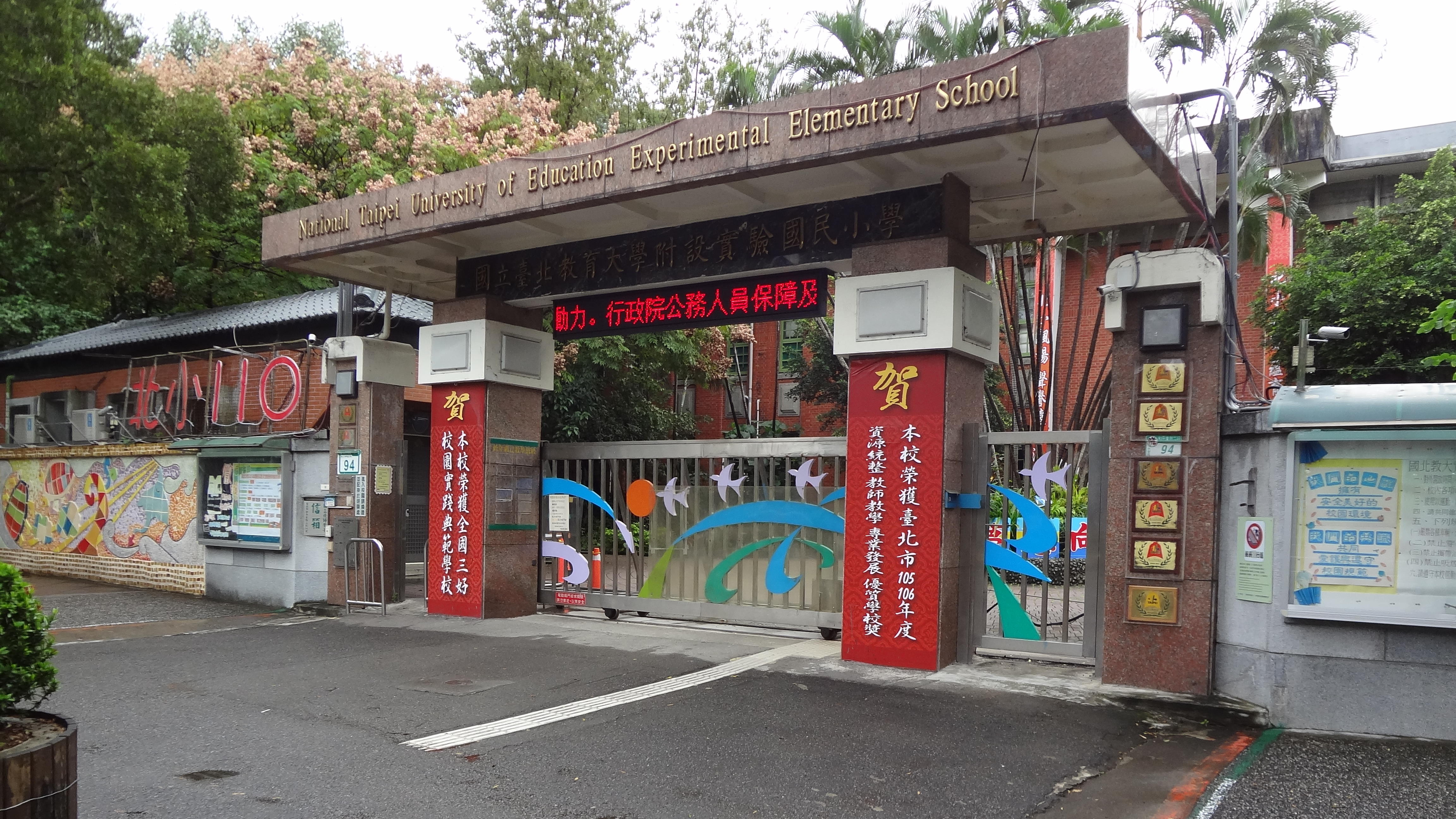
國立臺北教育大學附設實驗國民小學大門

國立臺北教育大學附設實驗國民小學（英語：National Taipei University of Education Experimental Elementary School），簡稱國北教大實小（或北小）、NTUEEES，位於台灣台北市大安區的國民小學，隸屬國立臺北教育大學。
北小，一個具有十三個校名的學校，創校於明治41年(1908)三月一日的台北市大安庄，創校之名為「大龍峒公學校大安分校」，經建物、教具準備達一定水準後於明治44年改名為大安公學校，陸續因日本學制與國民政府學制的改變，陸續改了十幾個校名，較常聽到的校名為「北二師附公」、「國北師附小」、「國北教大附小」與北小，無論如何，都簡稱「北小」。北小座落於大安文教區，附近有國北教大、台大與師範大學，學風鼎盛而且捷運、建國高架校與國三高速公路等交通都非常方便，是一所結合科技與文藝型的都會小型學校。

## 歷史
- 1908年，臺北廳大安公學校創立。
- 1927年，改為臺北師範學校附屬公學校。
- 1941年，改為臺北第二師範學校附屬國民學校。
- 1943年，改為臺北師範學校附屬第二國民學校。
- 1945年12月，改為臺灣省立臺北師範學校附屬國民學校。
- 1946年12月，改為臺灣省立臺北師範學校附屬小學。
- 1964年，改為臺灣省立臺北師範專科學校附屬小學。
- 1968年，改為臺灣省立臺北師範專科學校附屬國民小學。
- 1983年，依據《國民教育法施行細則》規定，改為臺灣省立臺北師範專科學校附設實驗國民小學。
- 1987年，改為臺灣省立臺北師範學院附設實驗國民小學。
- 1991年，改為國立臺北師範學院附設實驗國民小學。
- 2005年8月，改為國立臺北教育大學附設實驗國民小學。

## 外部連結
- 國立臺北教育大學附設實驗國民小學（页面存档备份，存于）